# Втеча від жаху: Історія Терези Стемпер
Втеча від жаху: Історія Терези Стемпер (англ. Escape from Terror: The Teresa Stamper Story) — американський фільм 1995 року, заснований на реальних подіях.

## Сюжет
Молода дівчина влаштовується на роботу секретаркою до процвітаючого власника ремонтної фірми, а потім одружується з ним. Все йде добре, але скоро чоловік виявляє схильність до насильства — він б'є дружину. Якийсь час вона пробачала йому, але потім, коли дізналася, що чоловік наркоман, забрала дитину і пішла. Колишній чоловік починає переслідувати Терезу. Якось вночі він нападає на колишню дружину та її друга, вбиває коханця, а жінку викрадає.

## У ролях
- Марія Пітілло — Тереза Волден Стемпер
- Адам Сторк — Пол Стемпер
- Бред Дуріф — шериф Білл Дуглас
- Тоні Бекер — Кріс Батлер
- Люче Рейнс
- Сінді Вільямс — Ванда Волден
- Філліп А. Луна — Мартінес
- Аннетт Марін — агентка Гайнд
- Жан Ван Сікл — солдат
- Джон Ненсі — адвокат Терези
- Стенлі М. Фішер — суддя
- Пет Махоні — Люк Барнхем
- Кейтлін Флінн — Дженніфер
- Раян Льюісон — син Терези